# Gidsenmonument

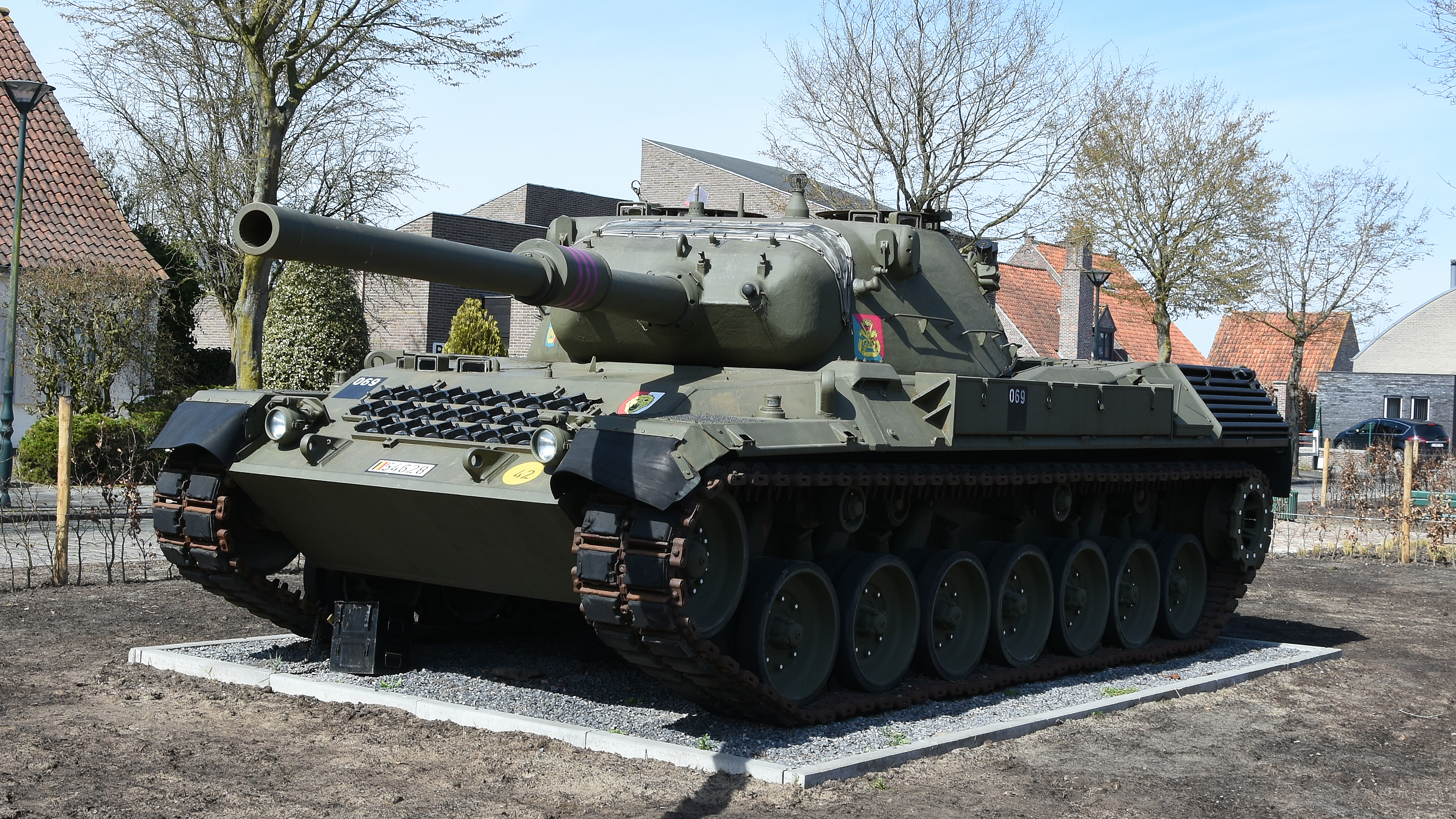
De Leopard I

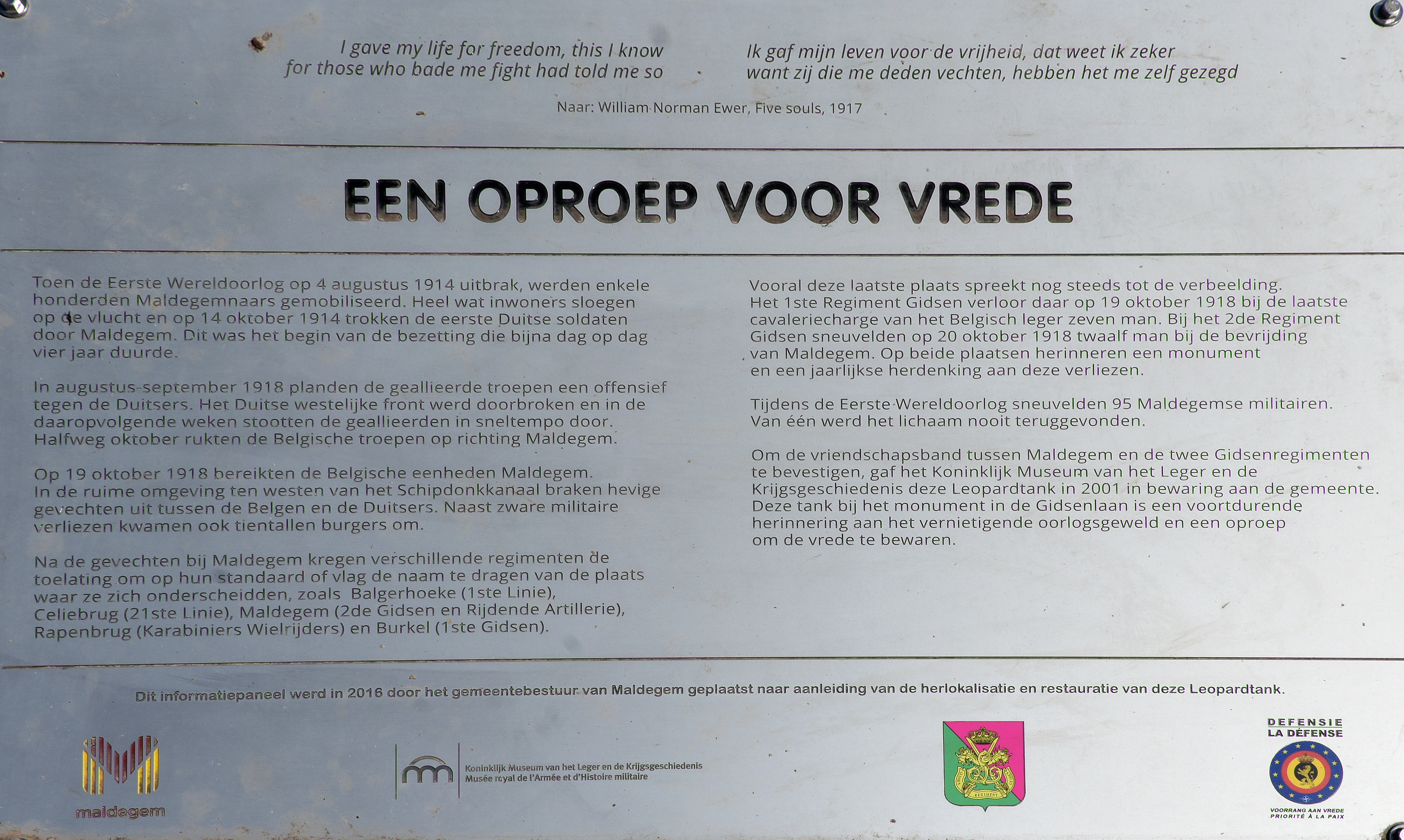
Plaquette bij het tankmonument

Het Gidsenmonument, Monument van de Gidsen of Tankmonument is een oorlogsmonument in de Belgische stad Maldegem. Dit tankmonument staat sinds 2016 op Gidsenlaan 78. De tank is van het type Leopard 1.

## Geschiedenis
In 1918 vond tijdens de Eerste Wereldoorlog de Slag bij Burkel plaats bij het gehucht Burkel tussen Maldegem en Oedelem, waarbij vele slachtoffers vielen.
Aan de Gidsenlaan werd ter herdenking van de Slag van Burkel een monument opgericht. Aan de Eede stond jarenlang een Leopardtank die geschonken was in het kader van de vriendschap tussen de gemeente Maldegem en het Regiment der Gidsen en symboliseert de aanklacht tegen oorlogsgeweld en het daaruit voortvloeiende menselijk leed.
Later stond de tank jarenlang bij de binnenkomst van de plaats op de rotonde van de kruising van de Brugse Steenweg en de Koningin Astridlaan. In augustus 2016 verhuisde de tank weer naar de Gidsenlaan.